# Pachalik de Salonique
1826–1867
Entités précédentes :
- Pachalik de Roumélie (partie)

Entités suivantes :
- Vilayet de Salonique

L'eyalet ou pachalik de Salonique (en turc : Eyālet-i Selānīk) est une province de l'Empire ottoman qui a existé de 1826 à 1867. Elle couvrait une partie de la Grèce, de la république de Macédoine et de la Bulgarie actuelles. Elle est créée par division du pachalik de Roumélie. Sa capitale était Salonique (Thessaloniki en grec, Selānīk en turc, Solun en bulgare). En 1867, elle devient le vilayet de Salonique.

## Subdivisions

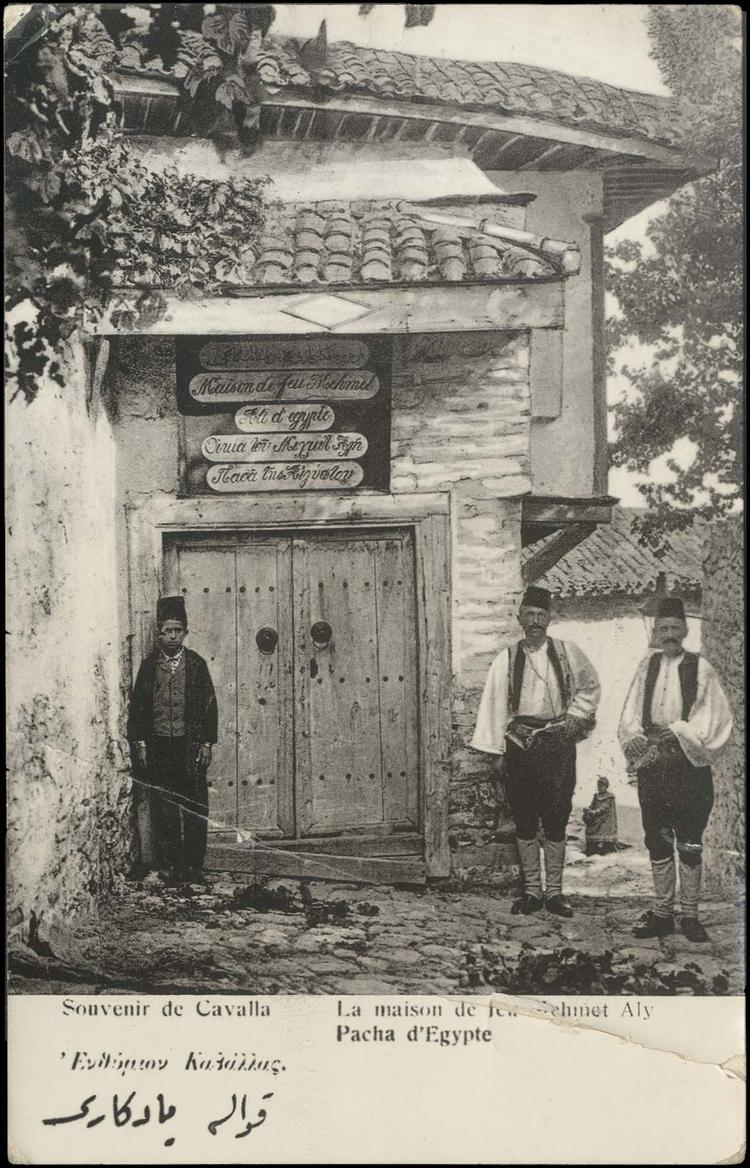
Maison natale de Méhémet Ali à Kavalla, photographie prise après 1849

La province est subdivisée en quatre sandjaks :
- Sandjak de Trikala
- Sandjak de Salonique
- Sandjak de Serrès
- Sandjak de Dráma

### Sources et bibliographie
- (en) Cet article est partiellement ou en totalité issu de l’article de Wikipédia en anglais intitulé « Salonica Eyalet » (voir la liste des auteurs) dans sa version du 4 décembre 2015.
- Jestin Mathieu, « Les identités consulaires dans la Salonique ottomane, 1781-1912 », Monde(s), 2013/2 (N° 4), p. 189-209.